# Gurkhasoldat

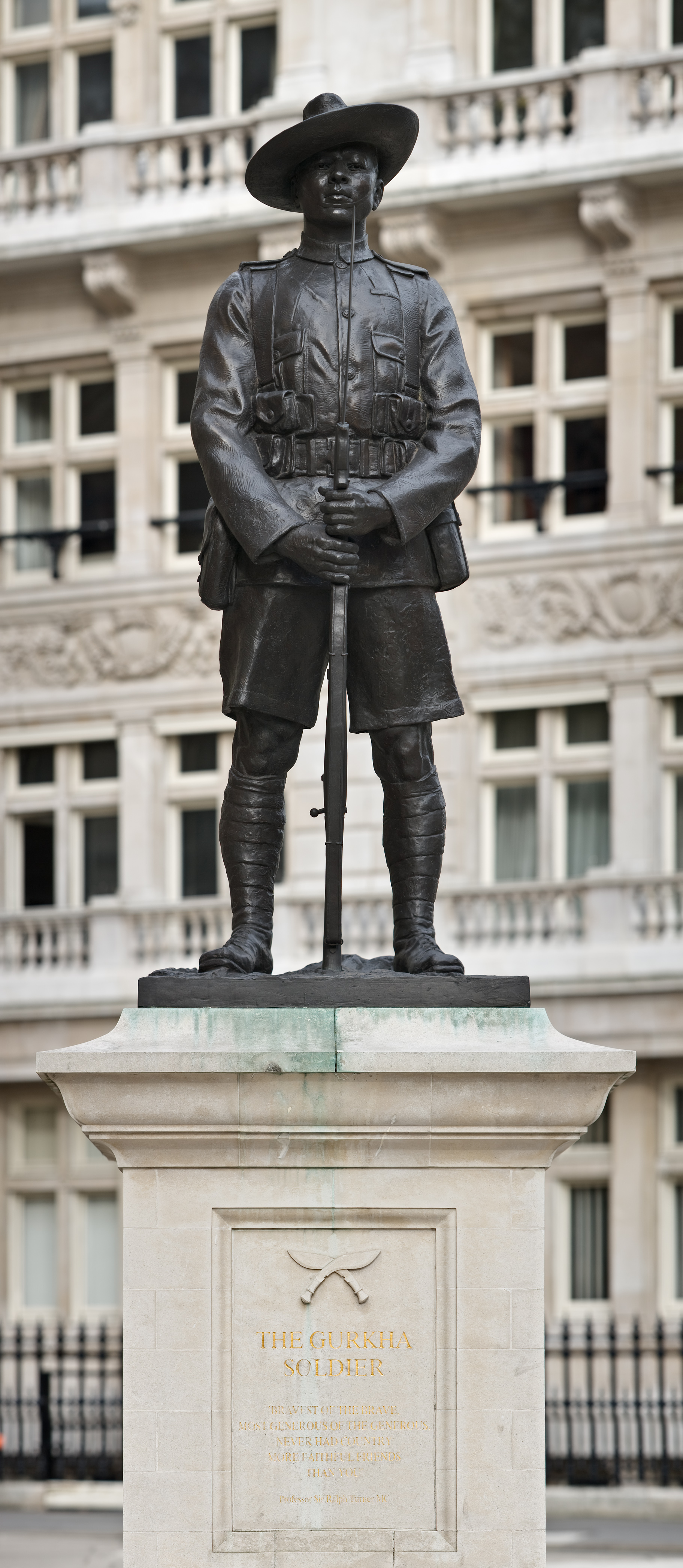
Monument över gurkha-soldater i City of Westminster, London.

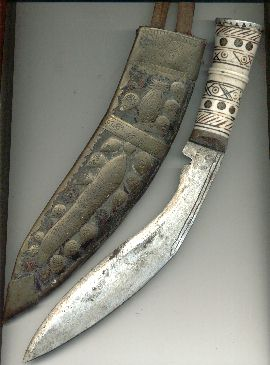
En kukri, signaturvapnet för gurkhasoldaterna.

Gurkhasoldater (Gurkhas) är nepalesiska soldater som sedan början av 1800-talet tjänstgjort i brittiska arméer och sedan 1947 även i det självständiga Indiens armé. Gurkhasoldaterna har sitt ursprung i bergsbyregionen Gurkha i Nepal och deras namn kommer inte bara ifrån bergsbyn, utan namnet Gurkha har också sitt ursprung i legenden om hindukrigaren Guru Gorakhnath. Soldaterna anses vara väldigt tuffa och modiga vilket är ett resultat av de hårda kraven som ställs på nya rekryter för att få bli en gurkhasoldat. Soldaterna som blir rekryterade kommer från bergsregionen i Nepal.
Gurkhasoldaternas motto är att hellre dö än att vara fega. 26 stycken soldater i gurkhaförband har fått viktoriakorset vilket är Storbritanniens högsta utmärkelse för tapperhet. 13 gurkhasoldater har fått utmärkelsen medan 13 brittiska befäl som har lett gurkhasoldater också har fått utmärkelsen.
Gurkhasoldaterna kännetecknas av deras cirka 46 centimeter långa böjda kniv, kukri, som fortfarande används av soldaterna. Förr i tiden sades det att en kukri var tvungen att smaka blod om kniven blir dragen i strid och om den inte gör det måste ägaren till kniven skära sig själv för att tillfredsställa knivens blodlust. Idag använder soldaterna kniven mest för matlagning. Kukrin är Nepals nationalvapen och varje gurkhasoldat äger två stycken kukriknivar, en för vardagsanvändning och en annan för ceremonier.

## Gurkhasoldater i Storbritanniens armé

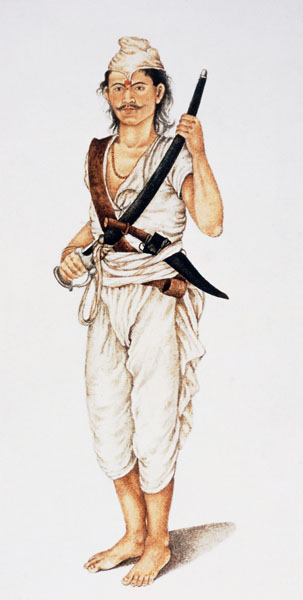
Gurkhasoldat under anglo-nepalesiska kriget.

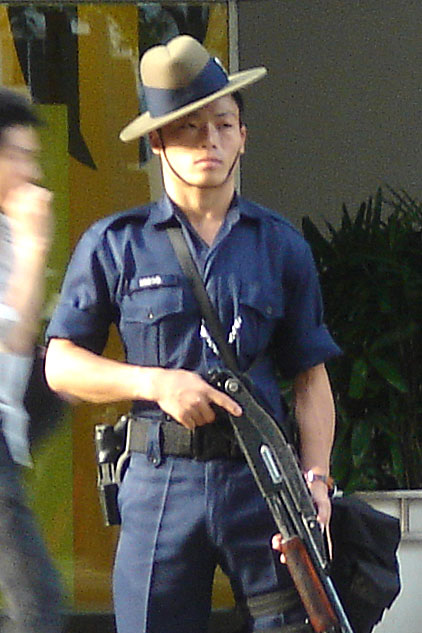
Gurkhasoldat i Singapore.

### Brittiska Ostindiska kompaniet
Britterna kom i kontakt med gurkhasoldaterna första gången 1814 då Brittiska Ostindiska kompaniet invaderade Nepal och stred mot dem i det så kallade anglo-nepalesiska kriget. Ostindiska kompaniet led stora förluster under Gurkhakriget, hamnade i ett dödläge och slöt fred med gurkhasoldaterna 1816. I fredsavtalet erbjöd det Ostindiska kompaniet gurkhasoldaterna att tjänstgöra som soldater i deras armé och det bildades då en speciell kår för gurkhasoldater. Under 1800-talet beskrev brittiska tjänstemän att gurkhasoldaterna hade eftertraktade egenskaper som fysisk styrka, mod, lojalitet, militärisk styrka och ansågs vara aggressiva i strid och naturliga krigare.
Gurkhasoldaterna slogs för Storbritannien första gången strax efter freden i Pindareekriget 1817. Gurkhasoldaterna stred också på Storbritanniens sida under Sepoyupproret 1857.
För att försvara sin viktiga koloni Indien behövde Storbritannien försvara de möjliga vägarna in i Indien. Storbritannien hade under den här tiden problem att hålla kontrollen över sina nordvästra och nordöstra gränser i Indien. Britterna fruktade att Ryssland skulle ta sig in i Indien genom Afghanistan och försökte därför att få Afghanistan på sin sida vilket ledde till strider. I öst i Burma fanns olika stamfolk som inte ville underkasta sig Storbritannien, de attackerade brittiska plantager och lade sig i bakhåll och attackerade brittiska trupper i djungelterrängen. Norr om Nepal på andra sidan av bergskedjan Himalaya fanns Tibet och Kina som skulle kunna hota det brittiska Indien. Britterna behövde försvara de här gränserna vilket gurkhasoldaterna var med och gjorde.

### Första världskriget
När första världskriget startade sattes hela den nepalska armén in i kriget av Storbritannien. 16 000 soldater från den nepalska armén blev utplacerade i olika operationer. Gurkhasoldaterna stred i områden som Frankrike, Belgien, Egypten, Persien, Mesopotamien, Brittiska Palestinamandatet, Gallipoli, Arabiska halvön.

### Andra världskriget
Under andra världskriget fanns 40 bataljoner gurkhasoldater i den brittiska armén och totalt 112 000 män. Gurkhasoldaterna stred i Syrien, Italien, Grekland, Burma, Singapore. Under andra världskriget dog 43 000 gurkhasoldater.

### Falklandsöarna, Afghanistan m.m.
Gurkhasoldater har fortsatt att värvas av britterna och har i brittisk tjänst också bland annat deltagit i Falklandskriget, i 2000-talets strider mot talibanerna i Afghanistan och i olika fredsbevarande styrkor under FN-flagg.

## Antagning
Gurkhasoldater anses som några av de tuffaste soldaterna i världen vilket är ett resultat av den hårda träning som soldaterna genomgår. Antagningen för att bli en gurkhasoldat är en av de svåraste och mest krävande antagningsprocesser som finns. Soldaterna är utvalda bland unga män från bergsområdena i Nepal. Männen kommer främst ifrån de fyra olika etniska grupperna Gurung och Magar från centrala Nepal och Rai och Limbu från östra Nepal. 28 000 unga män från Nepal försöker varje år att få en av de 200 platser som finns inom Brittiska armén. För att bli antagen i det Gurkhiska förbandet måste man bland annat klara av att göra 75 bänkhopp under en minut och 70 situps under två minuter. Sedan ska de kunna springa upp för en 5 km lång brant backe med 25 kg tung vikt på ryggen under 55 minuter. För att bli antagen ska man också göra prov inom matematik, engelsk grammatik och medicinska bedömningar. De blir också intervjuade av nuvarande anställda officer.

## Livet efter tjänst
Vanligtvis har gurkhasoldater som har tjänat i den Brittiska armén i minst 15 år och max 30 år fått pension och blivit tvungna att flytta tillbaka till Nepal. 2009 vann dock gurkhasoldaterna rätten att bosätta sig i Storbritannien efter en kampanj. Kampanjen leddes av Joanna Lumley, vars pappa var officer i ett indiskt ghurkaförband. Soldaterna hade tidigare inte fått bosätta sig i Storbritannien på grund av att Nepal inte är med i Samväldet. Innan gurkhasoldaterna fick rätten att bosätta sig i Storbritannien sade den brittiska regeringen att Migrationsverket skulle utsättas för alldeles för stor press ifall alla pensionerade gurkhasoldater skulle få rätt att bosätta sig.

## Brittiska gurkhaförband
Den brittiska armén har 2 gurkhabataljoner. 
- Brigade of Gurkhas
  - The Royal Gurkha Rifles (två bataljoner)
  - The Queen's Gurkha Engineers (bataljon)
  - Queen's Gurkha Signals (bataljon)
  - The Queen's Own Gurkha Logistic Regiment (bataljon)
  - Recruit Training Gurkha Company
  - Gurkha Staff and Personnel Support Company
  - Gurkha Company Sitang
  - Gurkha Company Mandalay
  - The Band of The Brigade of Gurkhas
  - Gurkha Learning Development Wing

## Indiska gurkhaförband
Indiska gurkhaförband har deltagit i nästan alla Indiens krig sedan landet blev självständigt, bland annat krigen med Pakistan 1947, 1965 och 1971 samt mot Kina 1962. De har även deltagit i den indiska arméns operationer mot Tamilska tigrarna på Sri Lanka.
Den indiska armén hade 2009 46 gurkhabataljoner, med tillsammans 42 000 gurkhasoldater. De tillhör följande regementen:
- 1st Gorkha Rifles
- 3rd Gorkha Rifles
- 4th Gorkha Rifles
- 5th Gorkha Rifles
- 8th Gorkha Rifles
- 9th Gorkha Rifles
- 11th Gorkha Rifles